# The Crucible of Man: Something Wicked Part II
The Crucible of Man: Something Wicked Part II es el noveno álbum de estudio de la banda estadounidense de thrash metal Iced Earth, y el segundo álbum de la saga «Something Wicked Saga». El primer álbum de la saga, Framing Armageddon, fue publicado en septiembre de 2007.
El 17 de marzo de 2007, el fundador y guitarrista rítmico Jon Schaffer anunció a Blabbermouth.net información sobre el nombre del nuevo álbum, el tracklist final y una posible fecha de salida. El álbum fue inicialmente titulado Revelation Abomination: Something Wicked Part II . En una actualización posterior en el sitio web del grupo, Schaffer dijo

'Revelation Abomination (Something Wicked Part II)' is a working title only and I'm certain I will change it as I finish the writing of Part II.
'Revelation Abomination (Something Wicked Part II)' es un título de trabajo único y estoy seguro de que va a cambiar a medida que termine la redacción de la Parte II.
Jon Schaffer.

En diciembre de 2007 se dio a conocer que, debido a la gran exigencia de los fanes europeos, el excantante Matt Barlow podría volver a ser la voz líder en la segunda parte de la saga, a diferencia de Tim Owens que estuvo en la primera parte. La banda dijo que la fecha de lanzamiento se estaba retrasando debido a decisiones de Matt Barlow, aunque, una vez que el álbum fue puesto a la venta se hizo una gira y se publicó un DVD en directo de la gira. 
Mientras el bajista actual Freddie Vidales está presente en el libreto, él no toca en este álbum. El exbajista Dennis Hayes toca el bajo en cinco canciones, mientras Schaffer lo hace en el resto.
Se reveló que Jon Schaffer pretendía publicar ambos álbumes (de Something Wicked Saga) en un box set, con Matt Barlow como cantante en ambos álbumes, en aras de la continuidad. Intentó añadir al menos cuatro canciones de The Crucible of Man y el remix Framing Armageddon. Schaffer inicialmente pretendía que ésta "box set" estuviera disponible en torno a las navidades de 2008, sin embargo se retrasó para finales de 2009 o 2010.

## Historia
The Crucible of Man: Something Wicked Part II continúa la historia donde Framing Armageddon: Something Wicked Part I la dejó. El álbum cuenta la historia del Anticristo, Set Abominae empezando con su nacimiento en la sexta hora del sexto día del sexto mes (666) («In Sacred Flames», «Behold the Wicked Child»). 
Creció dentro de la comunidad Setiana, rigurosamente educado sobre la muerte de sus antepasados, y así como su nacimiento anunciaba la salvación de la raza Setiana y su venganza contra los humanos («Minions of the Watch», «The Revealing»). Su cuerpo y su mente son sometidos al límite, causándole que se pregunte acerca de su importancia en la historia de su raza y si verdaderamente es cierto que es un regalo lo que todos le dicen que posee, o si sería una maldición, que le consume («A Gift or a Curse?»). Después de un proceso penoso, a Set le es obsequiada la "Corona de los caídos" («Crown of the Fallen», «The Dimension Gauntlet») y es instruido para empezar con su único objetivo: destruir la humanidad («I Walk Alone», «Harbinger of Fate»).
Su primer objetivo no es otro que Jesucristo, quien se identifica por tener el poder de la segunda vista y pasa por otros grandes líderes, visionarios y reinos de la historia, su influencia haciendo que caiga presa de la debilidad natural de la humanidad, como la avaricia o la gula («Crucify the King»). En el transcurso de los siguientes dos mil años, aplasta reinos bajo su propia codicia y sed de conquista, controla a los débiles a través de la manipulación de la religión, y declara su propia divinidad, apelando a la mentira y el autoengaño en cada ser humano («Sacrificial Kingdoms», «Something Wicked Pt. III», «Divide and Devour»).
Como pasa el tiempo, Set ve que la humanidad ha crecido como raza, y se da cuenta de que tienen mucho potencial. Como resultado de ello, decide evitarles la aniquilación que fue criado para llevar a cabo, aunque advierte que la Humanidad debe superar sus propios defectos para no afrontar la destrucción («Come What May»).

## Listado de canciones
| N.º | Título                       | Letras         | Música               | Duración |  |
| 1.  | «In Sacred Flames»           | Jon Schaffer   | Schaffer             | 1:29     |  |
| 2.  | «Behold the Wicked Child»    | Schaffer       | Schaffer             | 5:38     |  |
| 3.  | «Minions of the Watch»       | Matt Barlow    | Schaffer             | 2:06     |  |
| 4.  | «The Revealing»              | Schaffer       | Schaffer             | 2:40     |  |
| 5.  | «A Gift or a Curse?»         | Schaffer       | Schaffer, Jim Morris | 5:34     |  |
| 6.  | «Crown of the Fallen»        | Schaffer       | Schaffer             | 2:49     |  |
| 7.  | «The Dimension Gauntlet»     | Schaffer       | Schaffer             | 3:12     |  |
| 8.  | «I Walk Alone»               | Schaffer       | Tim Mills, Schaffer  | 4:00     |  |
| 9.  | «Harbinger of Fate»          | Schaffer       | Schaffer             | 4:43     |  |
| 10. | «Crucify the King»           | Barlow         | Schaffer             | 5:36     |  |
| 11. | «Sacrificial Kingdoms»       | Barlow         | Schaffer             | 3:58     |  |
| 12. | «Something Wicked; Part III» | Barlow         | Schaffer             | 4:32     |  |
| 13. | «Divide Devour»              | Schaffer       | Schaffer             | 3:15     |  |
| 14. | «Come What May»              | Schaffer       | Schaffer             | 7:24     |  |
| 15. | «Epilogue»                   | (instrumental) | Schaffer             | 2:21     |  |

## Información adicional
- El folleto que viene con el álbum incluía letras e ilustraciones para cada canción, con excepción de la canción «The Revealing», que no estaba del todo incluida en el folleto.
- La canción «Epilogue» es similar a la canción «Overture» del álbum anterior, y la canción «In Sacred Flames» es similar a la canción «The Awakening», del álbum anterior.

## Artistas

### Iced Earth en el tour
- Jon Schaffer (guitarra y voz)
- Matthew Barlow (voz principal)
- Troy Seele (guitarra)
- Brent Smedley (batería)
- Freddie Vidales (bajo)

### Iced Earth en estudio
- Jon Schaffer (guitarras rítmica y acústica; bajo; teclado; voz líder en «A Gift or a Curse?» y coros)
- Matt Barlow (voz líder)
- Troy Seele (solos de guitarra en las canciones 5, 6 y 9)
- Dennis Hayes (bajo en las canciones 3, 5, 6, 10 y 12)
- Brent Smedley (batería)

### Músicos invitados
- Jim Morris (solo de guitarra en «A Gift or a Curse?»)
- Steve Rogowski (violonchelo en «Epilogue»)
- Howard Helm (coros)
- Todd Plant (coros)
- Jason Blackerby (coros)
- Corinne Bach (coros)
- Tom Morris (coros)
- Kathy Helm (coros)
- Jeff Brant (coros)
- Debra Brant (coros)
- Marshall Gillon (coros)
- Tori Fuson (coros)
- Heather Krueger (coros)
- Jeremy Silverman (coros)
- Jesse Morris (coros)
- Erin Conley (coros)
- Marjorie Bates (coros)